# John Kirrane
John Joseph Kirrane Jr., dit Jack Kirrane, né le 20 août 1928 à Brookline dans le Massachusetts aux États-Unis et mort le 25 septembre 2016, est un joueur américain de hockey sur glace qui évoluait au poste de défenseur.
Il dispute avec l'équipe des États-Unis de hockey sur glace les Jeux olympiques d'hiver de 1948 ainsi que les Jeux olympiques d'hiver de 1960 ; il remporte lors de ces derniers Jeux la médaille d'or olympique.
Il fait partie du Temple de la renommée du hockey américain.